# مارکابرو
مارکابرو انگلیسی: Marcabru، یکی از نخستین تروبادورها در قرون وسطی که اطلاع چندانی از وی در دست نیست. دو ویدا (Vida) به اشعار وی نسبت داده شده‌است که هریک داستانی مختلفی را شرح می‌دهند. براساس اطلاعاتی که در اشعار وی وجود دارد، احتمالاً وی از اهالی گاسکونی و خانواده‌ای فقیر باشد. براساس داستان‌هایی دیگر، اطلاعی از زادگاه و خانواده وی وجود ندارد. وی توسط آلدریک د ویلار بزرگ و شعر را از کرکامون آموخت. وی پس از مدتی به شهرت زیادی دست یافت اما به‌واسطه اشعاری که در باب بارون و اربابان گاسکونی سروده بود، به قتل رسید.
به وی ۴۴ شعر را نسبت می‌دهند که در رابطه با قلمی دشوار در نقد رفتار اربابان و خانم‌ها نوشته شده‌اند. وی تأثیر شگرفی بر شاعران دوران پس از خود داشت که بسیاری تروبادورها راه و شیوه وی را در پیش گرفتند. حامی مشهور وی ویلیام دهم آکوتین و آلفونسو هفتم لئون بود. به‌واسطه حمایت آلفونسو اردنی، کنت تولوز، مارکابرو احتمالاً سفری تبلیغاتی در جریان بازپس‌گیری اندلس به آن اسپانیا داشته و شعری را نیز در این رابطه سروده‌است.